# 서울장학재단
서울장학재단(Seoul Scholarship Foundation)은 사회가 필요로 하는 우수인재의 발굴·양성과 경제적 이유로 교육을 받기 어려운 학생들을 지원하기 위하여 서울특별시에서 출연하여 2009년 설립한 재단법인이다. 다양한 장학사업을 진행하고 있다. 사무소는 서울특별시 마포구 마포대로 163 2층(공덕동)에 있다.

## 주요 사업
1. 대학생 장학금
- 등록금 지원사업

- 서울희망 대학 장학금, 서울희망 직업전문학교 장학금
- 학업장려금 지원사업

- 서울희망 공익인재 장학금, 서울교환학생 장학금, 독립유공자 후손 장학금, 청춘 Start 장학금, 유영아 학업장학금
2. 고등학생 장학금
- 학업장려금 지원사업

- 서울희망 고교 진로 장학금, 서울희망 예체능 장학금, 오토꿈이룸서울 장학금, 서울꿈길 장학금

## 조직
- 사업운영부
- 경영지원부